# Cape to Cape
Cape to Cape ist ein finnischer Dokumentarfilm über den deutschen Extremsportler Jonas Deichmann. Die Regisseure sind Pasi Sauna-aho aus Finnland und Pål Laukli aus Norwegen. Der Film erschien am 28. Januar 2021.

## Handlung
Jonas Deichmann startet zusammen mit dem Fotografen und Langstreckenradler Philipp Hympendahl am Nordkap zu einer Rekordfahrt bis nach Kapstadt in Südafrika. Die beiden Sportler wollen den bis dahin geltenden Rekord von 102 Tagen für die Strecke von 18.000 Kilometern um rund 30 Tage unterbieten. Das bedeutet, dass sie täglich im Schnitt 250 Kilometer zurückzulegen haben. Neben der physischen Herausforderung warten auch diverse mentale Herausforderungen. Neben dem Zeitdruck müssen beide mit gefährlichen Verkehrssituationen zurechtkommen wie auch mit starken Temperaturunterschieden.  Der Dokumentarfilm zeigt die gesamte Reise, die durch insgesamt 14 Länder und zwei Kontinente führt.

## Rezeption
Der Film erhielt 2022 bei den ARFF Amsterdam eine Auszeichnung als bester Dokumentarfilm sowie drei Nominierungen beim Berlin Indie Film Festival und dem ARFF Paris.